# 압사
압사(壓死)는 무거운 것에 눌리거나 깔려서 죽는 일이다. 재해로 인해 천장이 무너지거나 무거운 물건이 넘어지거나, 또는 다중밀집사고의 경우 사람이 밀착된 채로 쌓이면서 생길 수 있다.
흉부 압박으로 질식하거나 몸이 으깨지거나 압력에 의한 외상으로 인해 출혈(혈흉, 혈복강) 등이 발생하여 사망할 수 있다.

## 같이 보기
- 압사형
- 다중밀집사고